# Imma dioptrias
Imma dioptrias är en fjärilsart som beskrevs av Edward Meyrick 1906. Imma dioptrias ingår i släktet Imma och familjen Immidae. Inga underarter finns listade i Catalogue of Life.